# Río Mataquito

Einzugsgebiet (cuenca) des Río Mataquito

Der Río Mataquito ist ein ca. 95 km langer Fluss in der Provinz Curicó in der chilenischen Región del Maule. Der Name Mataquito stammt wahrscheinlich aus dem Mapudungun, zusammengesetzt aus matha („Mark“) und cutún („auspressen“), bedeutet also so viel wie „Mark auspressen“.

## Verlauf
Der Río Mataquito entsteht in einer Höke von ca. 145 m ca. 12 km westlich von Curicó bei der Kleinstadt Sagrada Familia aus dem Zusammenfluss von Río Lantué und Río Teno. In westliche Richtung fließend durchquert er in einem breiten Tal die Küstenkordillere und mündet im Badeort Iloca in der Kommune Licantén in den Pazifischen Ozean.

## Klima
Im Einzugsgebiet des Río Mataquito, zu dem auch die beiden Flüsse Río Lantué und Río Teno gezählt werden, herrscht ein mediterranes Klima, mit einer sechsmonatigen Trockenperiode. Die Jahresmitteltemperatur liegt bei 19 °C, mit mindestens 7 °C und höchstens 30 °C. Die Jahresniederschlagsmenge beträgt 740 mm.

## Sonstiges
Mehrere chilenische Weine tragen den Namen Río Mataquito.